# 89 pr. n. št.
89 pr. n. št. je bilo leto predjulijanskega rimskega koledarja.
Oznaka 89 pr. Kr. oz. 89 AC (Ante Christum, »pred Kristusom«), zdaj posodobljeno v 89 pr. n. št., se uporablja od srednjega veka, ko se je uveljavilo številčenje po sistemu Anno Domini.

## Rojstva
- (ali 88 pr. n. št.) - Mark Emilij Lepid, rimski politik, član drugega triumvirata in vrhovni pontifik († 13 ali 12 pr. n. št.)